# Alveopora daedalea
Alveopora daedalea is een rifkoralensoort uit de familie van de Poritidae. De wetenschappelijke naam van de soort is voor het eerst geldig gepubliceerd door Forskal.